# Aldeacentenera
Aldeacentenera is een gemeente in de Spaanse provincie Cáceres in de regio Extremadura. Aldecentenera heeft 634 inwoners (1 januari 2016).

## Geografie
Aldeacentenera heeft een oppervlakte van 111 km² en grenst aan de gemeenten Berzocana, Deleitosa, Garciaz, Madroñera en Torrecillas de la Tiesa

## Burgemeester
De burgemeester van Aldeacentenera is Carlos Rafael Cabrera Pérez.

## Demografische ontwikkeling
Bron: INE, 1857-2011: volkstellingen

## Galerij

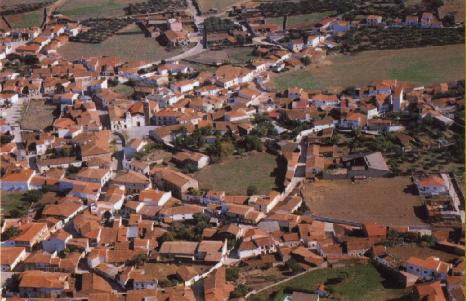
Uitzicht op Aldeacentenera
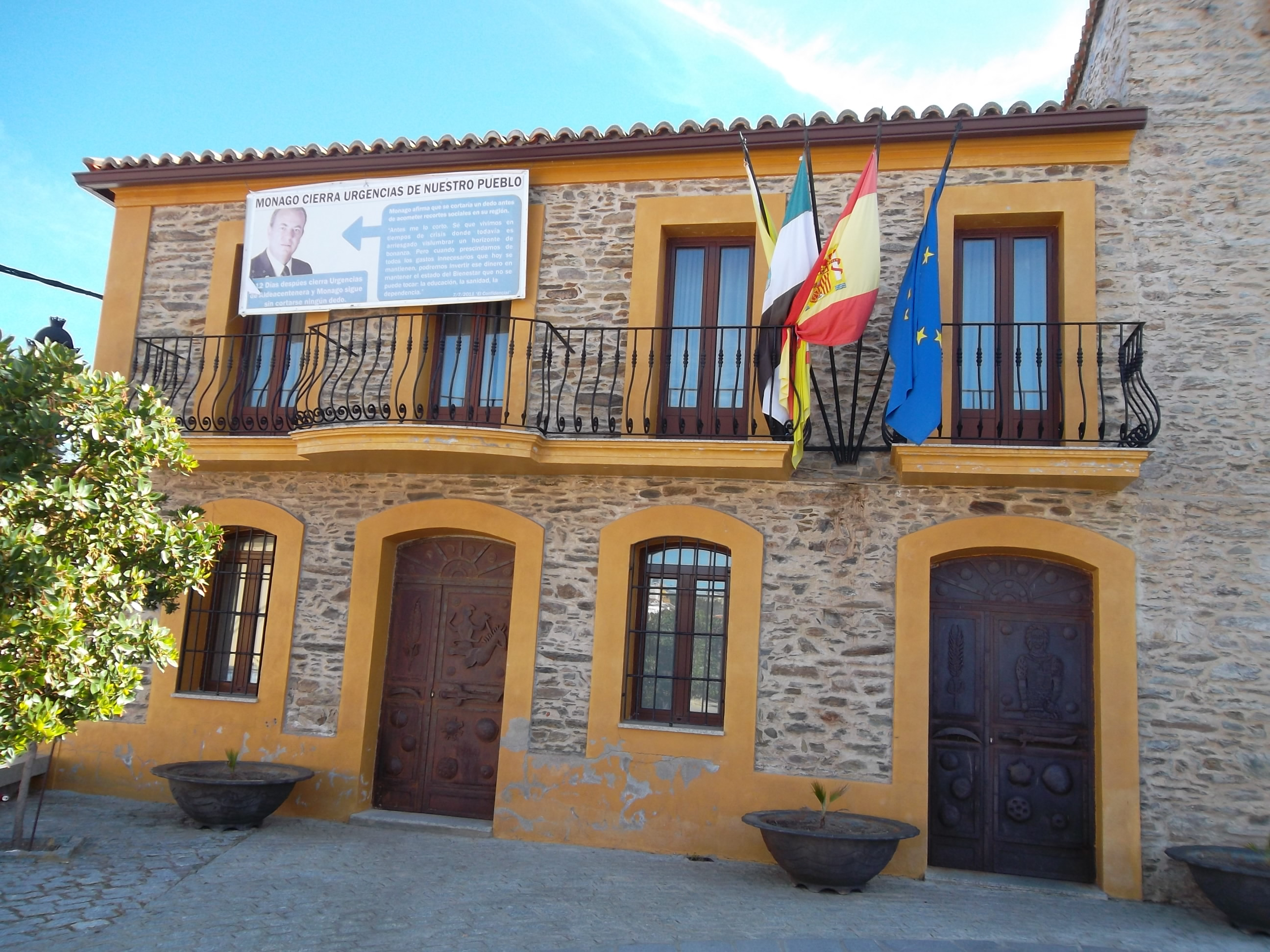
Gemeentehuis van Aldeacentenera
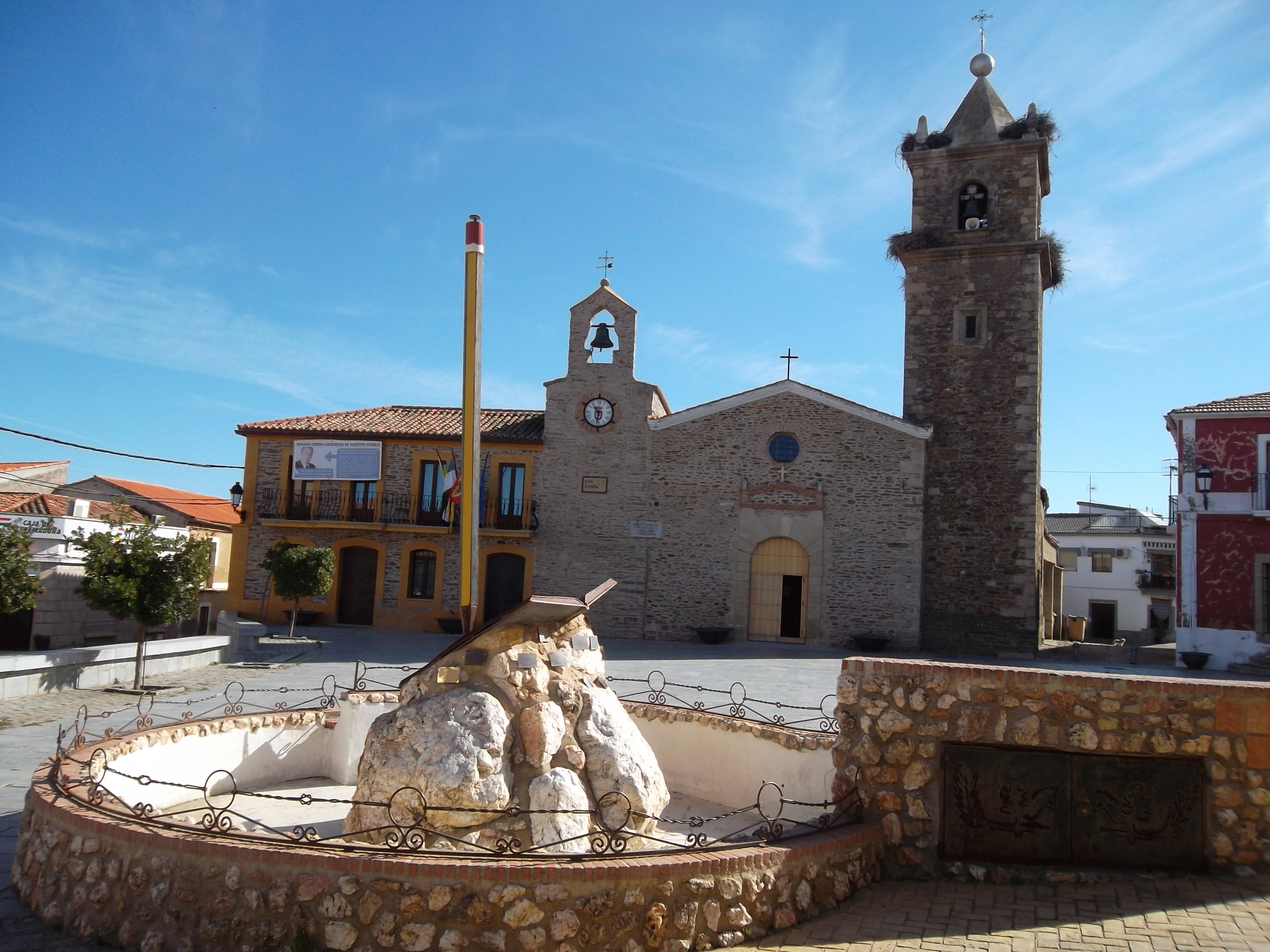
Plein in Aldeacentenera